# Борщівська районна рада
Борщівська районна рада — колишній орган місцевого самоврядування у Борщівському районі Тернопільської області з центром у місті Борщів.

## Історія
Районна рада утворена у вересні 1939[джерело?].
17 грудня 2020 року ліквідована шляхом приєднання до Чортківської районної ради.

### Голова ради
1993 - 1994 - Довгошия Петро Іванович
1994-1998 - Кузик Іван Андрійович
1998 -2002- Козій Ярослав Васильович
2002-2005 - Чепесюк Іван Онуфрійович
2005 - 2006 - Кунець Ігор Степанович
2006 - 2008 - Чепесюк Іван Онуфрійович
2008-2010, 2010 - 2014 - Роздольський Ярослав Володимирович
2015-2016 - Кобилянський Іван Іванович
2016-2020 - Русенко Андрій Орестович, в.о., як заступник голови районної ради.
З 08 грудня 2020 року повноваження перейшли до голови Чортківської районної ради (Чупрій Марія Олегівна)

### Члени президії
1. Роздольський Ярослав Володимирович
2. Ромашенко Валерій Степанович
3. Чопик Ігор Казимирович
4. Придруга Мирон Михайлович
5. Бартошко Володимир Володимирович
6. Рубльовський Володимир Антонович
7. Голик Іван Петрович
8. Манюк Олександра Володимирівна
9. Руденко Світлана Петрівна
10. Прокопович Олег Романович
11. Сохацький Михайло Петрович
12. Ярема Орест Йосипович
13. Герасимів Михайло Ярославович
14. Гуска Анастасія Іванівна
15. Маланюк Ігор Володимирович
16. Завальнюк Володимир Антонович
17. Гуменюк Галина Степанівна
18. Шашкін Володимир Анатолійович
19. Федорчук Юрій Володимирович
20. Мізюк Володимир Іванович

### Депутати
Список депутатів Борщівської районної ради 6 скликання (2010 - 2015):
1. Андрієць Ярослав Іванович
2. Андрушків Павло Степанович
3. Антонійчук Валентин Мирославович
4. Байталюк Дмитро Володимирович
5. Бартошко Володимир Володимирович
6. Бойчук Стефанія Стефанівна
7. Бурак Марія Несторівна
8. Вороний Ярослав Іванович
9. Гаврилюк Ігор Ярославович
10. Галяс Мирослава Василівна
11. Герасимів Михайло Ярославович
12. Гищук Володимир Тимофійович
13. Гладій Степан Дмитрович
14. Гнідий Василь Олексійович
15. Голик Іван Петрович
16. Гордієнко Володимир Анатолійович
17. Гук Ярослав Володимирович
18. Гуменюк Галина Степанівна
19. Гуменюк Ярослав Степанович
20. Гуска Анастасія Іванівна
21. Гуцуляк Світлана Миколаївна
22. Данилевич Андрій Володимирович
23. Дешевий Василь Михайлович
24. Джос Володимир Степанович
25. Доскоч Ігор Олексійович
26. Дудар Олександр Володимирович
27. Дуплавий Володимир Іванович
28. Дутка Марія Петрівна
29. Жаровський Володимир Андрійович
30. Завальнюк Володимир Антонович
31. Кобилянський Іван Іванович
32. Козак Володимир Васильович
33. Козак Лілія Іллівна
34. Козар Василь Ількович
35. Козій Ярослав Васильович
36. Корольчук Василь Юркович
37. Коротченя Володимир Миколайович
38. Космацький Валерій Степанович
39. Костів Ярослав Васильович
40. Кривецький Богдан Богданович
41. Кубай Михайло Андрійович
42. Левко Іван Богданович
43. Лопатнюк Василь Никифорович
44. Лютий Віктор Михайлович
45. Маланюк Ігор Володимирович
46. Малинник Петро Тарасович
47. Малюта Ігор Михайлович
48. Манюк Олександра Володимирівна
49. Марущак Марія Миколаївна
50. Матієшин Андрій Петрович
51. Микитейчук Микола Миколайович
52. Мізинчук Іван Іванович
53. Мізюк Володимир Іванович
54. Морозко Любов Ярославівна
55. Напастюк Володимир Леонідович
56. Невістюк Іван Васильович
57. Недокус Степан Дмитрович
58. Никирса Людмила Адамівна
59. Палига Іван Васильович
60. Паньков Віктор Арсенійович
61. Пасічник Уляна Іванівна
62. Підгірняк Марія Іванівна
63. Пікуль Ярослав Григорович
64. Придруга Мирон Михайлович
65. Прокопович Олег Романович
66. Регуш Людмила Володимирівна
67. Роздольський Ярослав Володимирович
68. Ромашенко Валерій Степанович
69. Рубльовський Володимир Антонович
70. Руденко Світлана Петрівна
71. Савчук Іван Михайлович
72. Сакалюк Андрій Іванович
73. Сельський Роман Омелянович
74. Слободян Валентин Васильович
75. Смолій Володимир Петрович
76. Сохацький Михайло Петрович
77. Стефанко Володимир Михайлович
78. Стецько Марія Іванівна
79. Федорчук Юрій Володимирович
80. Чепесюк Іван Онуфрійович
81. Чопик Ігор Казимирович
82. Шашкін Володимир Анатолійович
83. Шпак Ярослава Теофілівна
84. Юзьків Людмила Володимирівна
85. Юсип'юк Роман Васильович
86. Яловега Володимир Степанович
87. Ярема Орест Йосипович
88. Яструбчак Олександра Василівна
89. Яськів Квітослава Богданівна

Список депутатів Борщівської районної ради 7-го скликання, 
1. Бернат Володимир Михайлович
2. Герасимів Михайло Ярославович
3. Данилевич Андрій Володимирович
4. Добрянський  Володимир Мирославович
5. Дутка Марія Петрівна
6. Іванюк Тетяна Василівна
7. Козак Володимир Васильович
8. Крохмалюк Іван Васильович
9. Кугаївська Надія Ярославівна
10. Лижник Роман Іванович
11. Малинник Петро Тарасович
12. Малюта Ігор Михайлович
13. Мамчур Ігор Віталійович
14. Міськів Петро Васильович
15. Мороз Роман Мирославович
16. Морозко Любов Ярославівна
17. Музика Ігор Васильович
18. Напастюк Володимир Леонідович
19. Паньков Віктор Арсенійович
20. Петровський Володимир Ярославович
21. Ромашенко Валерій Степанович
22. Русенко Андрій Орестович
23. Сальва Володимир Володимирович
24. Томин Галина Євгенівна
25. Халащук Роман Юрійович
26. Хомишин Іван Мартинович
27. Чепесюк Іван Онуфрійович
28. Чокан Андрій Михайлович
29. Чопик Ігор  Казимирович
30. Щербаков Володимир Юрійович
31. Юзьків Людмила Володимирівна
32. Яблонька Володимир Миколайович
33. Яловега Володимир Степанович
34. Ярема Орест Йосипович
35. Яремій Володимир Іванович
36. Яструбчак Олександра Василівна

### Постійні комісії
- з питань використання земель, природних ресурсів, розвитку села та аграрної політики (Рубльовський Володимир Антонович — голова комісії)
- з питань освіти, культури, духовності та зв'язків з засобами масової інформації (Руденко Світлана Петрівна — голова комісії)
- з питань фінансів, бюджету та соціально-економічного розвитку (Гуска Анастасія Іванівна —  голова комісії)
- з питань розвитку  промисловості, будівельної індустрії, енергетики, комунікацій, житлово-комунального та дорожнього господарства (Придруга Мирон Михайлович — голова комісії)
- з питань охорони здоров'я, праці та соціальної політики (Прокопович Олег Романович — голова комісії)
- з питань законності та правопорядку (Федорчук  Юрій Володимирович — голова комісії)
- з питань комунальної власності (Чопик Ігор Казимирович — голова комісії)
- з питань депутатської діяльності, етики, регламенту, розвитку місцевого самоврядування (Сохацький Михайло Петрович — голова комісії)
- з питань молодіжної політики, фізичної культури, спорту та туризму (Голик Іван Петрович — голова комісії)
- з питань регуляторної політики, розвитку малого та середнього бізнесу (Бартошко Володимир Володимирович — голова комісії)